# 湖北省人民检察院
湖北省人民检察院是湖北省的检察机关，接受最高人民检察院的领导，依法履行法律监督职能。

## 历史沿革
1950年4月，成立湖北省人民检察署。时任公安厅厅长陈一新兼任检察长。1951年1月，省检察署与省公安厅分开办公。
根据《人民检察院组织法》的规定以及最高人民检察院1954年12月4日的通知，1955年2月，湖北省人民检察署改称湖北省人民检察院。设置办公室、一般监督处（一处）、侦查处（二处）、侦查监督处（三处）、审判监督处（四处）和人事处。
1966年文化大革命开始后，湖北省各级检察机关都先后停止工作。1968年1月，湖北省人民检察院被实行军事管制。1969年春，湖北省人民检察院被撤销。1978年3月，第五届全国人民代表大会第一次会议通过《宪法》，规定重新设置人民检察院。1978年4月，古博代理省人民检察院检察长职务，负责领导全省检察机关的筹建工作。1978年10月，湖北省人民检察院恢复建制，办公地点设在武昌首义路93号（省政府第二招待所内）。

## 机构设置
根据2018年通过的《湖北省机构改革方案》，湖北省人民检察院本级设有22个机构：
- 办公室
- 政治部
- 第一检察部
- 第二检察部
- 第三检察部
- 第四检察部
- 第五检察部
- 第六检察部
- 第七检察部
- 第八检察部
- 第九检察部
- 第十检察部
- 法律政策研究室
- 案件管理办公室
- 检察技术信息处
- 检务督察部
- 警务处
- 新闻处
- 司法行政事务管理局
- 机关党委办公室
- 离退休干部处
- 湖北省检察官学院

## 历任领导
历任检察长
| 姓名   | 任期                 | 备注  |
| ------ | -------------------- | ----- |
| 房昭义 | 1980年2月－          |       |
| 钟澍钦 | 1983年5月－          |       |
| 靳军   | 1998年2月－2006年2月 |       |
| 敬大力 | 2006年2月－2016年2月 | [ 4 ] |
| 王晋   | 2016年2月－2021年1月 | [ 5 ] |
| 王守安 | 2021年1月－          | [ 6 ] |